# Sonja Milatović
Sonja Milatović (ur. 22 grudnia 1997 w Nikšiciu) – czarnogórska poetka i polityczka, deputowana do Zgromadzenia Czarnogóry.

## Życiorys

### Młodość i edukacja
Milatović urodziła się 22 grudnia 1997 w Niksiciu (ówcześnie w Federalnej Republice Jugosławii).
W 2020 roku ukończyła studia prawnicze na Uniwersytecie Czarnogóry w Podgoricy na specjalizacji prawo karne.

### Kariera zawodowa
Była stażystką, a później pracownicą Crnogorskiego Telekomu, części Deutsche Telekom. Pracowała jako konsultantka dla Demokratycznej Partii Socjalistów.

### Działalność polityczna
Jest przewodniczącą młodzieżowej rady Demokratycznej Partii Socjalistów, została wybrana na to stanowisko podczas 8. zjazdu rady w czerwcu 2021 roku. Pełni również funkcję członkini zarządu partii.
W wyborach samorządowych w Czarnogórze w 2021 roku została wybrana do Rady Miasta Nikšić. Pozostała członkinią rady po wyborze na deputowaną Zgromadzenia Czarnogóry.
Z powodzeniem wystartowała w wyborach parlamentarnych w Czarnogórze w 2023 roku do Zgromadzenia Czarnogóry z ramienia partii Demokratycznej Partii Socjalistów (DPS). Objęła jeden z 21 mandatów przypadłych koalicji „ZAJEDNO! Za budućnost koja ti pripada – Danijel Živković (DPS, SD, DUA, LP)”, w skład której wchodziła DPS. Została najmłodszą parlamentarzystką nowej kadencji Zgromadzenia. Zasiadła w klubie parlamentarnym DPS. Jest wiceprzewodniczącą komisji ds. prawnych, członkinią komisji ds. konstytucji oraz zastępczynią członka w delegacji do Unii Międzyparlamentarnej.
W listopadzie 2023 roku podczas obrad Rady Miasta Nikšić zagłosowała poprzez pokazanie gestu środkowego palca, czym wzbudziła oburzenie mediów. We wrześniu 2024 roku była jedną z parlamentarzystek domagających się wyjaśnień od rządu Milojki Spajića w sprawie domniemanego ukrywania epidemii Gorączki Q.

### Pozostała działalność
Jest zwyciężczynią wielu konkursów poetyckich. Zwyciężyła m.in. w 2019 roku w konkursie „Spasoje Pajo Blagojević” na najlepszego młodego poetę pochodzącego z krajów byłej Jugosławii.

### Życie prywatne
Mówi w języku angielskim.